# St. Peter und Paul (Großeneder)

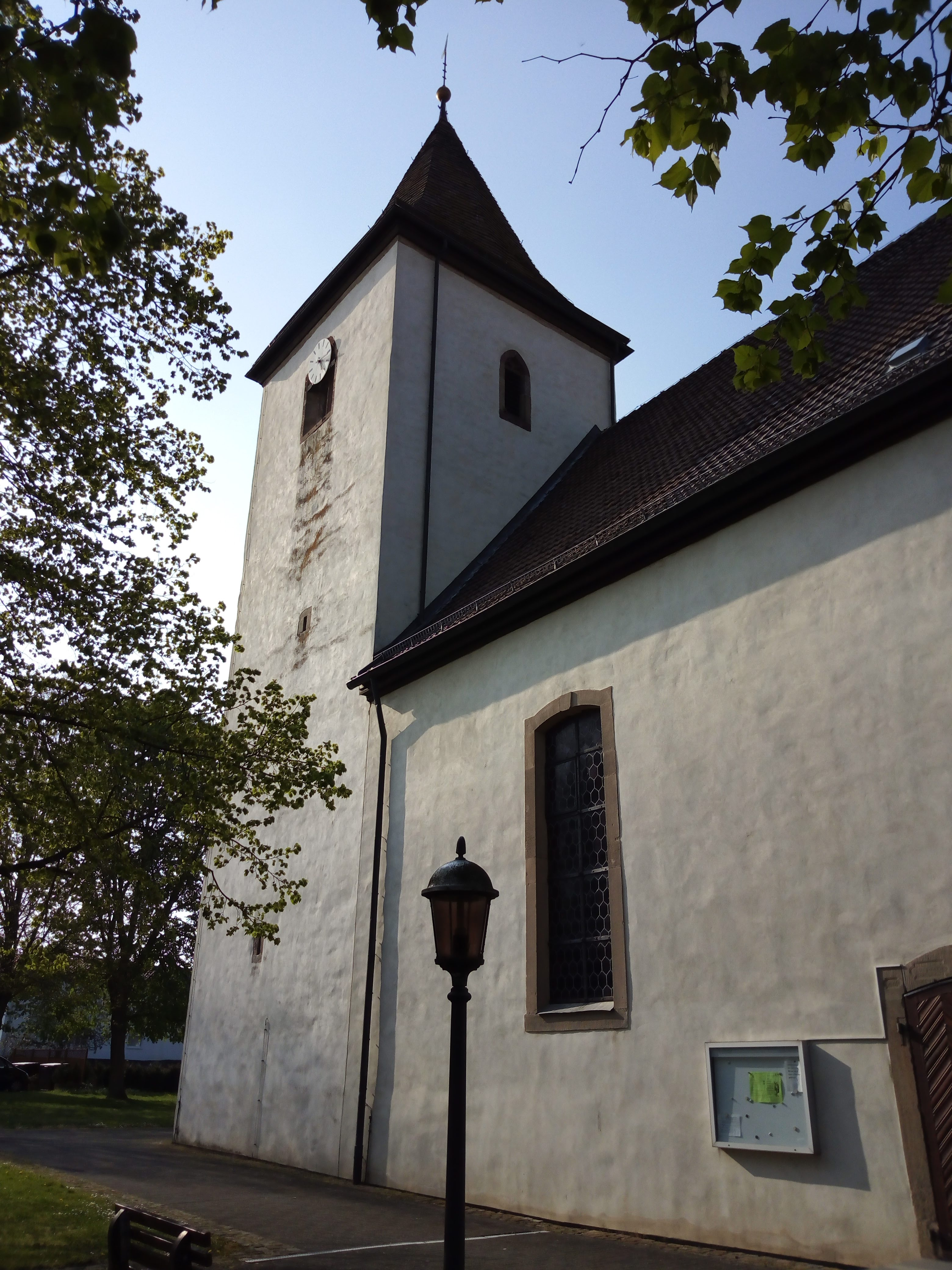
St. Peter und Paul (Großeneder)

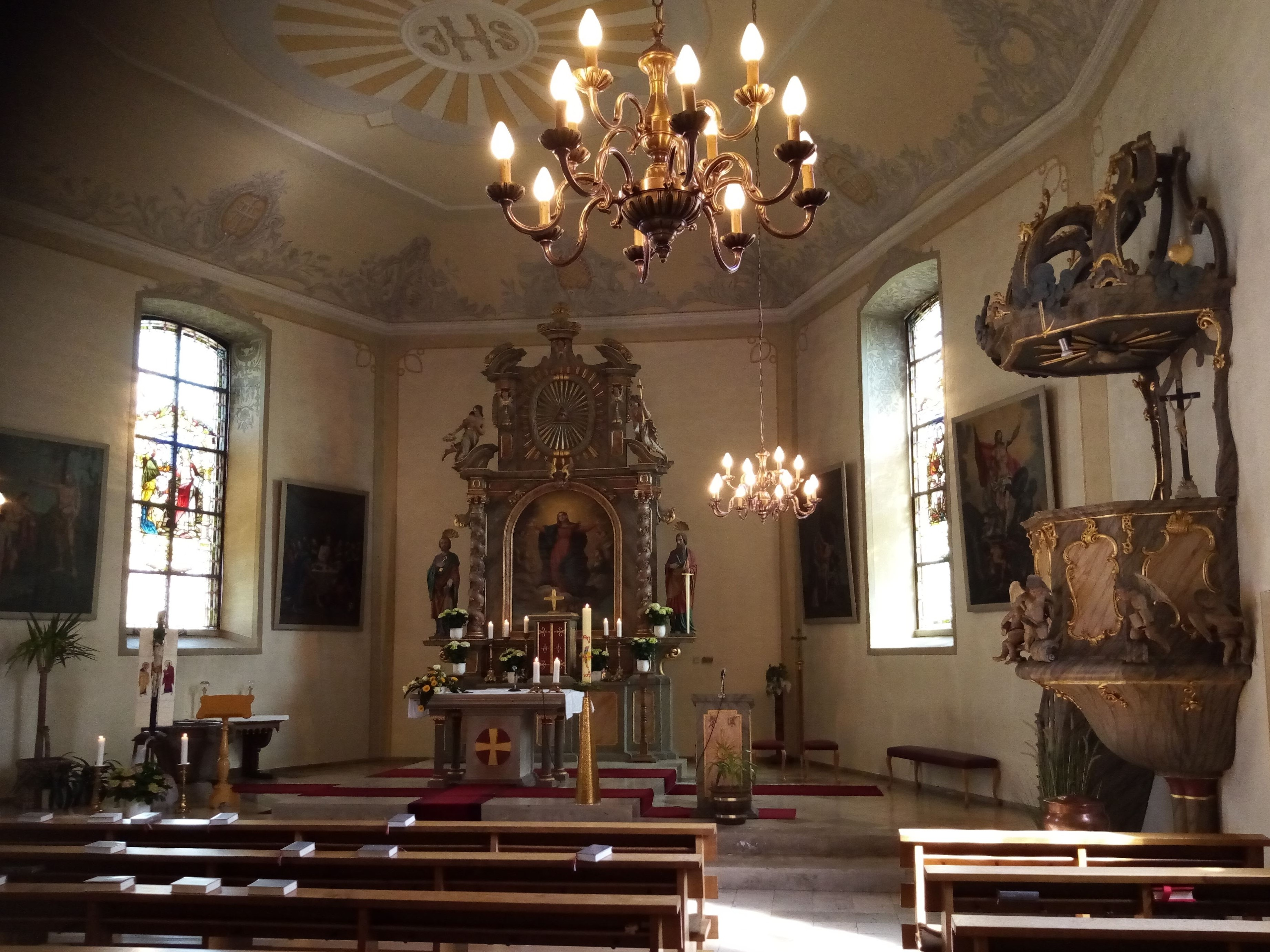
St. Peter und Paul (Großeneder)

Die katholische Pfarrkirche St. Peter und Paul ist ein denkmalgeschütztes Kirchengebäude in der Bohlenstraße in Großeneder, einem Stadtteil von Borgentreich im Kreis Höxter (Nordrhein-Westfalen).

## Geschichte und Architektur

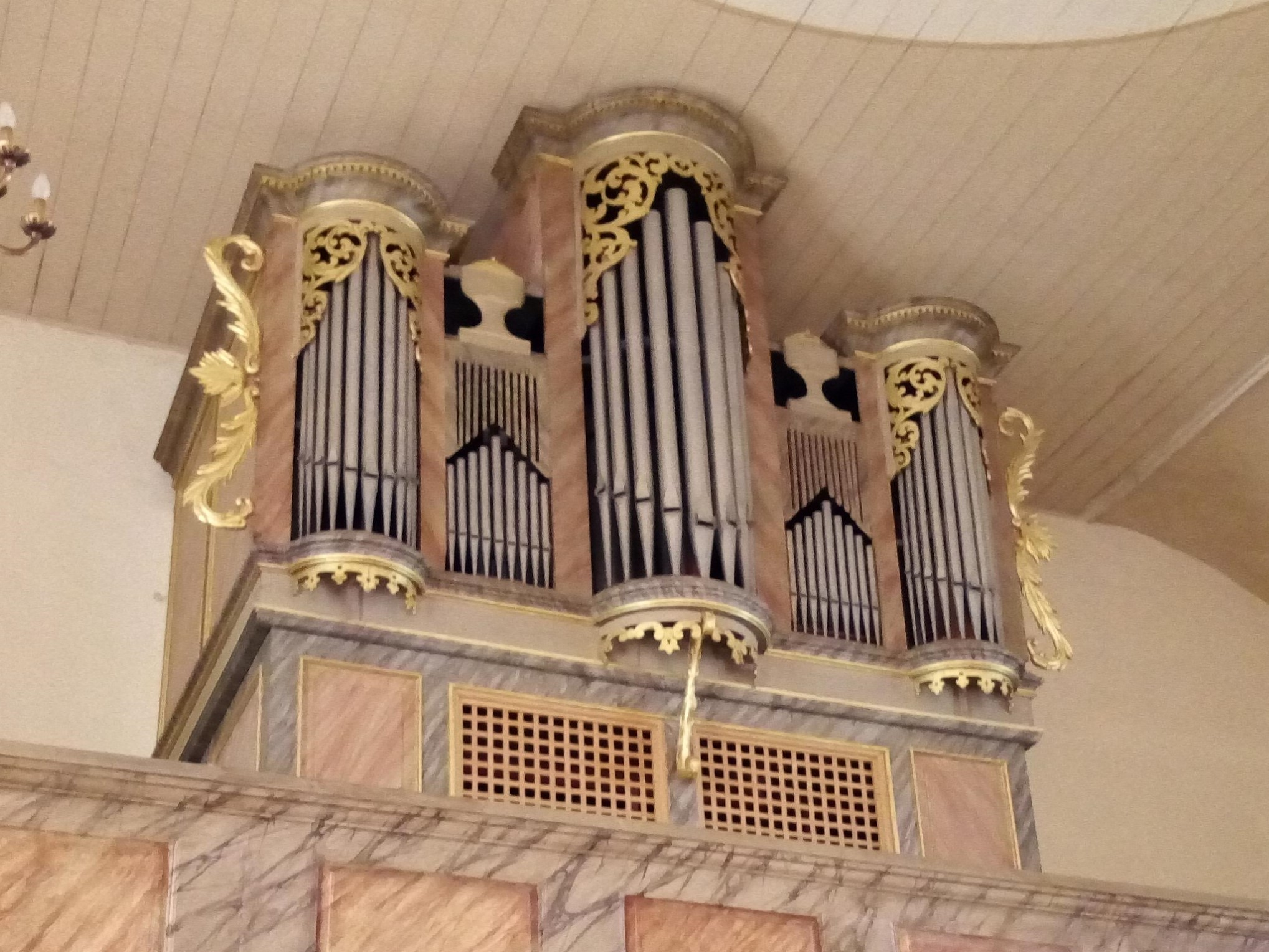
Orgel St. Peter und Paul (Großeneder)

Die Kirche wurde 1231 erstmals urkundlich erwähnt. In eine barocke Vorgängerkirche wurden 1634 und 1777 Spolien eingemauert. Über dieser barocken Vorgängerkirche errichtete Hermann Eberhard von 1814 bis 1816 die schlichte Saalkirche mit dreiseitigem Chorschluss. Als Baumaterial dienten Quader der Klosterkirche Hardehausen. Sie steht in der südlichen Flucht eines mittelalterlichen Westturmes. Der geschlämmte Turm wurde im unteren Teil aus hammerechtem Bruchstein mit Eckquadern gebaut. Im Obergeschoss befinden sich Schallfenster mit Blendmaßwerk. In die Turmhalle wurde ein Kreuzgratgewölbe eingezogen. Der niedrige Rundbogen in der Westwand des Kirchenschiffes ist mit Dekorationsmalerei des 17. Jahrhunderts geschmückt. Die Raumfassung aus der Zeit um 1940 wurde 1991 restauriert. Die Chorfenster wurden 1906 eingebaut.
Vom ehemals befestigten Kirchhof sind noch Mauerreste mit Schießscharten erhalten.

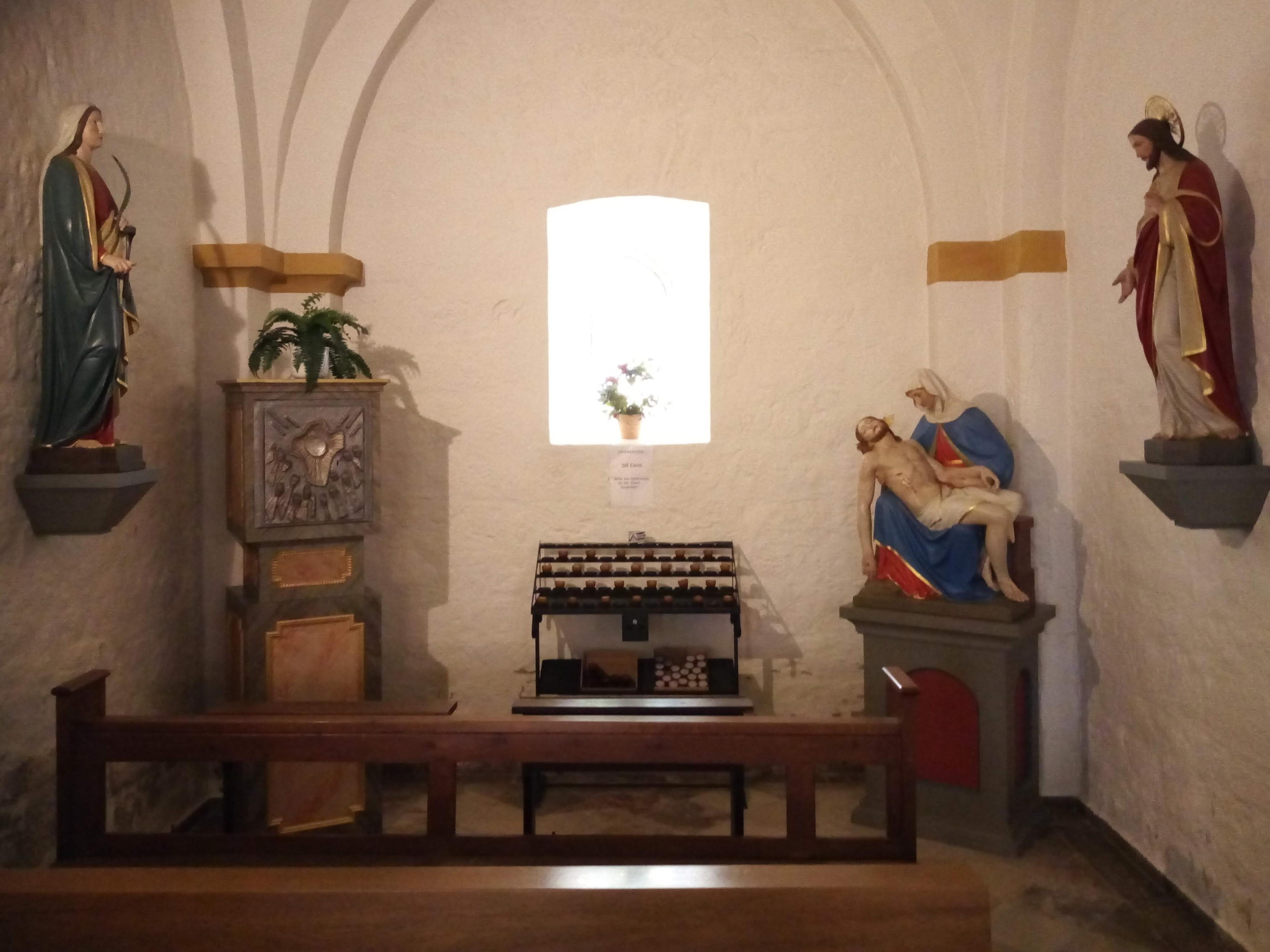
Turmkapelle St. Peter und Paul (Großeneder)

## Orgel
Die Orgel wurde 1898 von Franz Eggert aus Paderborn eingebaut. 1970 wurde sie von Siegfried Sauer restauriert. Allerdings wurde aus Kostengründen nur ein Manual und das Pedal eingebaut; das zweite Manual wurde eingelagert.

## Ausstattung
- Der Taufstein in Kelchform ist mit 1778 bezeichnet.
- Die Kanzel aus Holz wurde in der Mitte des 18. Jahrhunderts angefertigt. Der Schalldeckel ist mit einer Volutenkrone geschmückt.
- Vier Ölgemälde sind mit J. Bokelmann signiert. Sie wurden von 1820 bis 1821 gemalt und zeigen Christusszenen.